# Masacre de Toulouse de 1562

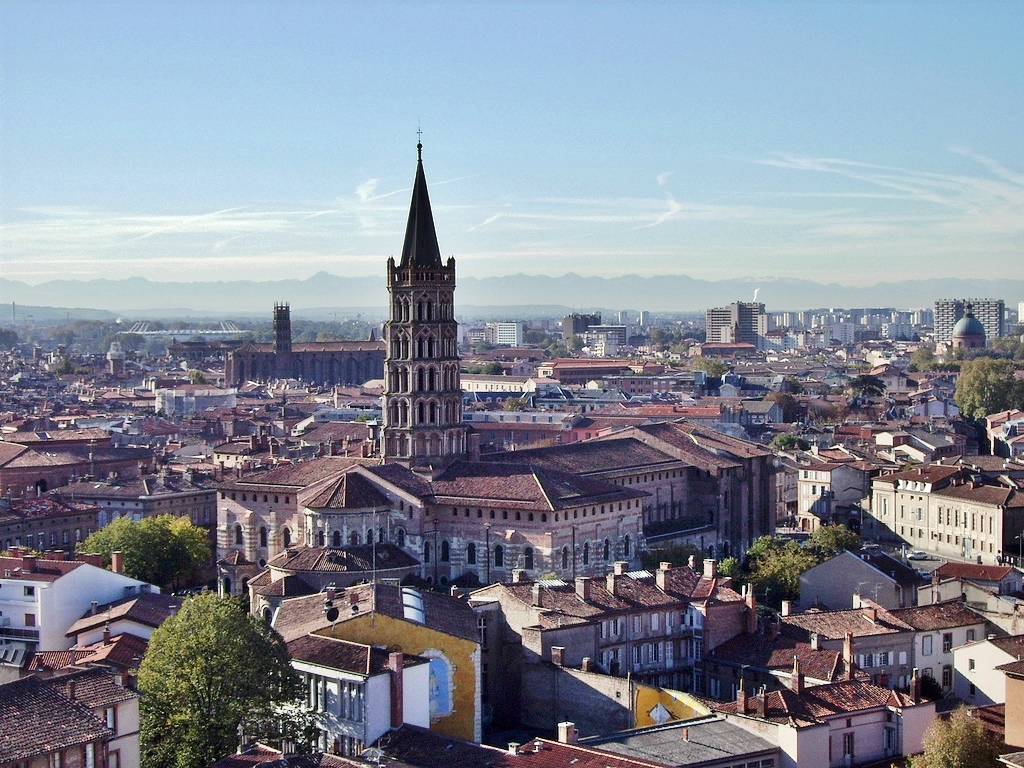
Toulouse

La Masacre de Toulouse fue una matanza que tuvo lugar en Toulouse, Francia, en el año de 1562 en el contexto de las guerras de persecución contra los cristianos hugonotes.
Fue una de las varias masacres religiosas llevadas a cabo en el año de 1562 en el que se perpetraron, además, la Masacre de Wassy, la Masacre de Sens y la Masacre de Tours. El catolicismo y la Corona francesa se sentían amenazados por las nuevas doctrinas fundamentalistas bíblicas expresadas por los reformistas luteranos, que en Francia eran conocidos despectivamente como hugonotes. Estas masacres desencadenaron la llamada Guerra de las Religiones.

## Contexto

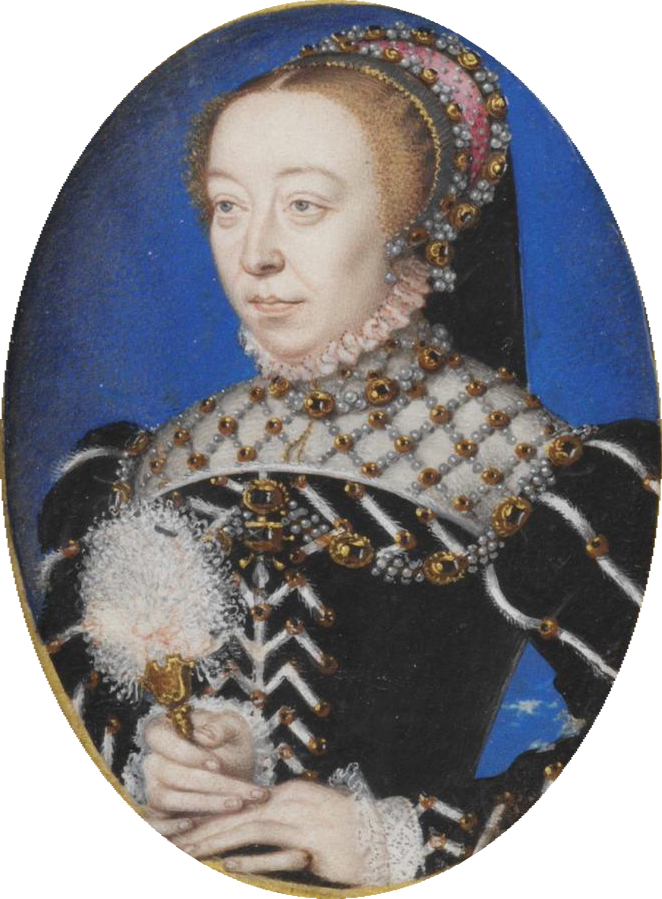
Catalina de Médici

Catalina de Médici había promulgado el Edicto de Saint-Germain (17 de enero de 1562), una medida de segregación religiosa que obligaba a los cristianos hugonotes a practicar su culto fuera de las ciudades. Los hugonotes exigieron el derecho a practicar su culto religioso en el interior de las ciudades.
Durante una semana se cobró la vida de entre 3000 y 5000 ciudadanos de la ciudad francesa de Toulouse . Estos eventos exhiben las tensiones que pronto explotarían en plena guerra civil durante las guerras de religión de Francia.